# Lalinde
Lalinde är en kommun i departementet Dordogne i regionen Nouvelle-Aquitaine i sydvästra Frankrike. Kommunen ligger i kantonen Lalinde som tillhör arrondissementet Bergerac. År 2022 hade Lalinde 2 936 invånare.

## Befolkningsutveckling
Antalet invånare i kommunen Lalinde
Referens:INSEE